# Carteídeos
Carteídeos (Carthaeidae) é uma família de insectos da ordem Lepidoptera.